# The True Story of a Vampire
The True Story of a Vampire (en español: La verdadera historia de un vampiro o Historia verdadera de un vampiro) es un cuento del autor alemán Eric Stenbock, uno de los siete cuentos incluidos en su obra Estudios de la muerte (1894).La obra de Stenbock está encuadrada en el género del decadentismo, ensalzando el sabor de lo pútrido y destacando la caducidad de la belleza. En este cuento, la figura del vampiro se asocia de manera explícita con la homosexualidad masculina.

## Sinopsis
El relato es una parodia del argumento de Carmilla, utilizando todos los elementos del género de vampiros. La historia transcurre en Estiria, un lugar descrito como «una región chata, nada interesante, célebre únicamente por sus pavos, sus pollos castrados y la estupidez de sus habitantes», y está narrado en primera persona por Carmela Wronski, hija de un noble polaco, que en el momento de dar inicio a su narración es una pobre anciana que regenta un hogar para animales abandonados.
Carmela cuenta cómo durante su infancia llegó al castillo familiar el conde Vardalek, que había perdido el tren del mediodía, y a quien el conde Wronski invita a pasar la noche. Vardalek seduce a Gabriel, el hijo angelical de su anfitrión, quien poco a poco se va debilitando hasta la muerte a medida que el vampiro le roba su energía.